# Ronde van Spanje 1981
De 36e editie van de Ronde van Spanje ging op zaterdag 21 april 1981 van start in Santander, in het noorden van Spanje. Na 3446 kilometer en 19 etappes werd op 10 mei in Madrid gefinisht. De ronde werd gewonnen door de Italiaan Giovanni Battaglin.

## Eindklassement
Giovanni Battaglin werd winnaar van het eindklassement van de Ronde van Spanje van 1981 met een voorsprong van 2 minuten en 9 seconden op Pedro Muñoz. In de top tien staan zeven Spanjaarden. De beste Nederlandse wielrenner was Peter Zijerveld met een 15e plek in het eindklassement.
| rang | renner                  | land       | ploeg          | tijd       |
| ---- | ----------------------- | ---------- | -------------- | ---------- |
| 1    | Giovanni Battaglin      | Italië     | Inoxpran       | 98u 04'49" |
| 2    | Pedro Muñoz             | Spanje     | Zor-Helios     | + 2'09"    |
| 3    | Vicente Belda           | Spanje     | Kelme-Gios     | + 2'29"    |
| 4    | Jorgen Marcussen        | Denemarken | Inoxpran       | + 3'33"    |
| 5    | Antonio Coll Pantanilla | Spanje     | Colchon C.R.   | + 4'26"    |
| 6    | Ángel Arroyo            | Spanje     | Zor-Helios     | + 4'30"    |
| 7    | José-Luis Laguia        | Spanje     | Reynolds-Galli | + 6'05"    |
| 8    | Faustino Rupérez        | Spanje     | Zor-Helios     | + 7'09"    |
| 9    | Régis Clère             | Frankrijk  | Miko-Mercier   | + 7'23"    |
| 10   | Miguel María Lasa       | Spanje     | Zor-Helios     | + 10'54"   |

## Etappe-overzicht
| Etappe  | Datum    | Van - naar                          | Km         | Etappewinnaar           | Klassementsleider  |
| ------- | -------- | ----------------------------------- | ---------- | ----------------------- | ------------------ |
| Proloog | 21 april | Santander                           | 6,3 (ITT)  | Régis Clère             | Régis Clère        |
| 1       | 22 april | Santander - Avilés                  | 221        | Guido Bontempi          | Régis Clère        |
| 2       | 23 april | Avilés - León                       | 159        | Alfredo Chinetti        | Régis Clère        |
| 3       | 24 april | León - Salamanca                    | 195        | Guido Bontempi          | Régis Clère        |
| 4       | 25 april | Salamanca - Cáceres                 | 206        | Celestino Prieto        | Régis Clère        |
| 5       | 26 april | Cáceres - Mérida                    | 152        | Heddy Nieuwdorp         | Régis Clère        |
| 6       | 27 april | Mérida - Sevilla                    | 199        | Jos Lammertink          | Régis Clère        |
| 7       | 28 april | Écija - Jaén                        | 181        | Juan Fernández          | Régis Clère        |
| 8a      | 29 april | Jaén - Granade                      | 100        | José María Yurrebaso    | Régis Clère        |
| 8b      | 29 april | Granade - Sierra Nevada             | 30,5 (ITT) | Giovanni Battaglin      | Giovanni Battaglin |
| 9       | 30 april | Baza - Murcia                       | 204        | Imanol Murga            | Giovanni Battaglin |
| 10      | 1 mei    | Murcia - Almussafes                 | 223        | Kim Andersen            | Giovanni Battaglin |
| 11      | 2 mei    | Almussafes - Peñíscola              | 193        | Jesús Suárez Cueva      | Giovanni Battaglin |
| 12      | 3 mei    | Peñíscola - Esparreguera            | 217        | Frédéric Vichot         | Giovanni Battaglin |
| 13      | 4 mei    | Esparreguera - Rasos de Peguera     | 187        | Vicente Belda           | Giovanni Battaglin |
| 14      | 5 mei    | Gironella - Balaguer                | 197        | José Luis López Cerrón  | Giovanni Battaglin |
| 15a     | 6 mei    | Balaguer - Alfajarín                | 146        | Pedro Muñoz             | Giovanni Battaglin |
| 15b     | 6 mei    | Saragosse                           | 11,3 (ITT) | Régis Clère             | Giovanni Battaglin |
| 16      | 7 mei    | Calatayud - Torrejón de Ardoz       | 209        | Álvaro Pino             | Giovanni Battaglin |
| 17      | 8 mei    | Torrejón de Ardoz - Segovia         | 150        | Miguel María Lasa       | Giovanni Battaglin |
| 18      | 9 mei    | Segovia - Los Ángeles de San Rafael | 175        | Ángel Arroyo            | Giovanni Battaglin |
| 19      | 10 mei   | Madrid                              | 84         | Francisco Javier Cedena | Giovanni Battaglin |